# Bratty
Bratty (estilizado en mayúsculas) es un proyecto de bedroom pop, garage rock y surf creado en 2017 por la cantautora mexicana Jennifer Abigail Juárez Vázquez (2 de agosto de 2000) en Culiacán, Sinaloa. Ha lanzado tres álbumes de estudio y su sencillo «Ropa de bazar» (en colaboración con Ed Maverick) ha recibido una certificación de cuádruple platino.

## Carrera musical
Jenny Juárez comenzó su carrera como cantautora interpretando en eventos y conciertos locales en un formato acústico, después acompañada de las músicas Esmeralda Jiménez y Astrid Nava. En marzo de 2018, Bratty lanzó su primer EP Todo está cambiando y el sencillo «Sobredosis de tempra», que obtuvieron reconocimiento dentro de la escena independiente mexicana. En enero de 2019 publicó el sencillo colaborativo con Ed Maverick «Ropa de bazar», que cuenta con más de cuarenta millones de streams.
.
En 2020 Bratty firmó un contrato con la división mexicana de Universal Music. El siguiente año lanzó una versión de «Chocolate y nata», junto con Carlos Sadness, y «tdbn (todo bien)» el primer sencillo de su segundo álbum del mismo nombre. Otros singles del álbum incluyen «Lejos», «Tarde» y «Tuviste», este último grabado en colaboración de producción con Santiago Casillas de Little Jesus.
Ha participado en el Vive Latino y fue parte de la alineación del Festival Brillante 2021, celebrado en Chapinería, España. Bratty se encuentra entre las primeras artistas mujeres indie mexicanas en lograr el éxito comercial. Ha citado como influencias a los artistas Snail Mail, Best Coast, Alvvays, twenty one pilots, Clairo y Billie Eilish. También tiene un sencillo en colaboración con Daniel Quién llamado «Otros colores», además de una canción con Cuco, llamada «Fin del mundo» y es parte de su álbum Fantasy Gateway.

## Discografía

### Álbumes de estudio
- Delusión (2019)
- tdbn (2021)
- TRES (2023)

### EPs
- Todo está cambiando (Bratty, 2018)
- Es mi fiesta y si quiero hago un EP (2022)

### Sencillos
- «Todo está cambiando»
- «Sobredosis de tempra»
- «Una canción muy corta de Navidad»
- «Tuviste»
- «Tu canción»
- «tdbn»
- «Tarde»
- «Otros colores»
- «Estos Días»
- «Radio»
- «Agosto»
- «Ya no es lo mismo»